# (3491) Fridolin
(3491) Fridolin ist ein Asteroid des Hauptgürtels, der am 30. September 1984 vom Schweizer Astronomen Paul Wild, vom Observatorium Zimmerwald der Universität Bern aus, entdeckt wurde.
Der Asteroid ist nach Fridolin von Säckingen, dem Schutzpatron des Schweizer Kantons Glarus, benannt.